# John Hawkesworth
John Ledlie Inglis Hawkesworth (19 febbraio 1893 – 3 giugno 1945) è stato un generale britannico.

## Biografia

### I primi anni
Hawkesworth nacque il 19 febbraio 1893 e venne educato alla St. Bees School, Cumberland dal 1907 al 1912, dove ebbe l'occasione di eccellere nel rugby giocando la School XV nel 1911–1912. Uno dei suoi insegnanti fu G.A. West, poi vescovo di Rangoon. Egli quindi si recò al the Queen's College di Oxford come lettore di Storia Moderna.
Egli aderì all'esercito nella riserva il 23 gennaio 1914 venendo nominato Secondo Luogotenente dell'East Yorkshire Regiment il 15 agosto di quello stesso anno. Egli prestò servizio nella prima guerra mondiale all'interno del 3º battaglione East Yorkshires, e venne ferito tre volte. Nel 1919 venne nominato Ufficiale dell'Ordine dell'Impero Britannico e nel 1921 ottenne la Croix de guerre francese e belga.

### Il periodo tra le due guerre
Egli rimase nell'esercito in servizio attivo sino al 1927 quando prese a frequentare lo Staff College di Camberley dove rimase sino al 1929. Divenuto capitano dello staff dell'ufficio di guerra dal 1920 rimase in carica sino al 1923 per poi essere nominato deputato assistente al segretariato militare dal 1923 al 1924. Come Maggiore comandò la 15ª brigata di fanteria dal 1930 al 1932, prima di divenire assistente aiutante-generale dello staff del Comando del Nord ove rimase sino al 1934. Direttore dello staff dello Staff College di Camberley dal 1934 al 1937, venne promosso Luogotenente Colonnello nel 1937. Dopo la sua promozione comandò il 2º battaglione dell'East Yorkishire Regiment e venne menzionato nei dispacci per il proprio servizio in Palestina.

### La seconda guerra mondiale
Nell'ottobre del 1939 Hawkesworth ottenne il comando della 12ª brigata di fanteria della 4ª divisione di fanteria delle British Expeditionary Force in Francia. Egli comandò la propria brigata nell'ambito della Battaglia di Francia ed evacuò infine da Dunkerque sul finire del maggio del 1940, lasciando la Francia dal 1º giugno di quell'anno. Nell'agosto divenne Commendatore dell'Ordine dell'Impero Britannico e venne menzionato in alcuni dispacci per il suo lodevole servizio in Francia. Nel dicembre di quell'anno divenne direttore del centro di addestramento militare presso l'ufficio di guerra e divenne Maggiore-Generale ruolo nel quale dimostrò grande capacità.
Nel marzo del 1942 Hawkesworth venne nominato comandante della 4ª divisione di fanteria poco dopo che una brigata di carrarmati venne sostituita da una delle tre brigate di fanteria per creare una divisione "mista". Nel 1943 divenne Compagno dell'Ordine del Bagno. Hawkesworth sbarcò con la 4ª divisione di fanteria in Algeria nel marzo del 1943 e prese parte alla Campagna di Tunisia sino allo scontro finale nel maggio di quell'anno. Per il suo servizio in Tunisia, Hawkesworth ottenne il Distinguished Service Order.
La 4ª divisione venne coinvolta nella campagna dello sbarco in Sicilia ma nell'agosto del 1943 Hawkesworth prese il comando della 46ª divisione con la quale prese parte allo sbarco anfibio degli alleati a Salerno come parte della V armata. Dopo la presa di Napoli il X corpo nel quale era inquadrato formò l'ala sinistra della V armata avanzando a Nord- Durante la prima Battaglia di Monte Cassino nel gennaio del 1944 la divisione condusse un assalto attraversando il fiume Garigliano che però fallì per la resistenza tedesca. Nel marzo la divisione passò in Egitto e poi in Palestina.
Nel maggio del 1944 Hawkesworth trascorse un mese al comando temporaneo della 1ª divisione di fanteria durante lo sbarco di Anzio durante la malattia del Maggiore-Generale William Penney. Nel luglio di quell'anno tornò in Italia con la 46ª divisione come parte del V corpo della VIII armata sulle coste dell'Adriatico. La divisione venne coinvolta in pesanti scontri durante la Operation Olive, oltre all'assalto alla Linea gotica tra il settembre e l'ottobre di quell'anno.
Nel novembre 1944 Hawkesworth venne promosso al comando del X corpo quando il suo predecessore, Richard McCreery, ottenne il controllo dell'VIII armata. Quando le forze dell'Asse si ritirarono dalla Grecia, le truppe inglesi al comando del Luogotenente Generale Ronald Scobie vennero inviate in Grecia per mantenere la stabilità interna allo stato. alla fine del 1944 Hawkesworth e il X corpo vennero inviati in Grecia per assumere il controllo delle operazioni militari.
Nel marzo del 1945 Hawkesworth ritornl in Italia. Il X corpo venne posto con ruolo di riserva e non venne compreso nelle operazioni militari dell'offensiva dell'aprile del 1945 che portò alla resa delle forze dell'Asse nel maggio di quell'anno.
Da tempo Hawkesworth soffriva di problemi cardiaci ed egli morì sul viaggio di ritorno in Inghilterra per via di un attacco cardiaco a bordo della nave che attraccò a Gibilterra il 3 giugno 1945.
Per il servizio prestato in Italia ottenne la seconda nomina al Distinguished Service Order e gli Stati Uniti gli conferirono il grado di Commendatore della Legion of Merit.